# Патассе, Анж-Феликс
Анж-Феликс Патассе (фр. Ange-Félix Patassé; 25 января 1937, Пауа — 5 апреля 2011, Дуала) — центральноафриканский государственный и политический деятель, премьер-министр (1976—1978) и президент Центральноафриканской Республики (1993—2003). Был смещён в ходе гражданской войны лидером повстанцев Франсуа Бозизе.

## Биография
Основатель и лидер партии Движение за освобождение народа Центральной Африки.
Патассе стал первым президентом ЦАР, избранным путём демократических выборов (1993), которые были проведены режимом президента Колингбы под давлением ООН и других международных организаций. Был переизбран на пост президента на выборах 1999 года.
Тем не менее во время первого срока пребывания в должности (1993—1999) произошли три военных мятежа в 1996—1997 годах и обострился конфликт между так называемыми «северянами» (в число которых входил Патассе) и «южанами» (к которым принадлежал его предшественник Андре Колингба).
Во время второго президентского срока потерял поддержку многих своих давних союзников, а также Франции, которая вмешивалась, чтобы поддержать его во время первого срока.
Для удержания власти прибегал к помощи ливийского лидера Каддафи и отрядов Жан-Пьера Бембы из ДРК. При подавлении мятежа Бозизе в 2002 году получил помощь от Каддафи на условиях предоставления Ливии 99-летней монополии добычи алмазов, золота и других полезных ископаемых в ЦАР. При подавлении того же мятежа отряды Бембы произвели серьёзные разрушения в столице ЦАР Банги, а после вытеснения отрядов Бозизе разграбили её.
Патассе был свергнут в марте 2003 года, во время своего отъезда на саммит африканских государств и проживал в изгнании в Того. Вернулся в страну в январе 2011 года для участия в президентских выборах, на которых проиграл Бозизе, получив только 21,4 % голосов.
Скончался 5 апреля 2011 года в Камеруне.